# Schlacht am Grebbeberg
Schlacht um die Niederlande

Maastricht – Mill – Den Haag – Rotterdam – Zeeland – Grebbeberg – Afsluitdijk – Bombardierung von Rotterdam
Invasion von Luxemburg

Schusterlinie
Schlacht um Belgien

Fort Eben-Emael – K-W-Linie – Dyle-Plan – Hannut – Gembloux – Lys
Schlacht um Frankreich

Ardennen – Sedan – Maginot-Linie – Weygand-Linie – Arras – Boulogne – Calais – Dünkirchen (Dynamo – Wormhout) – Abbeville – Lille – Paula – Fall Rot – Aisne – Westalpen – Cycle – Saumur – Lagarde – Aerial – Fall Braun

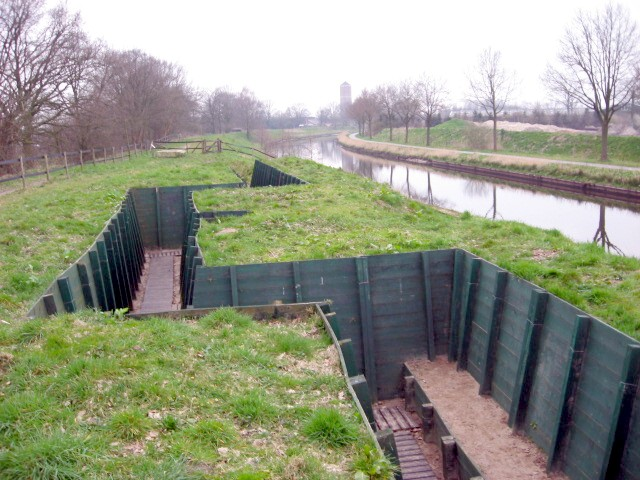
Grebbelinie mit Laufgraben bei Scherpenzeel

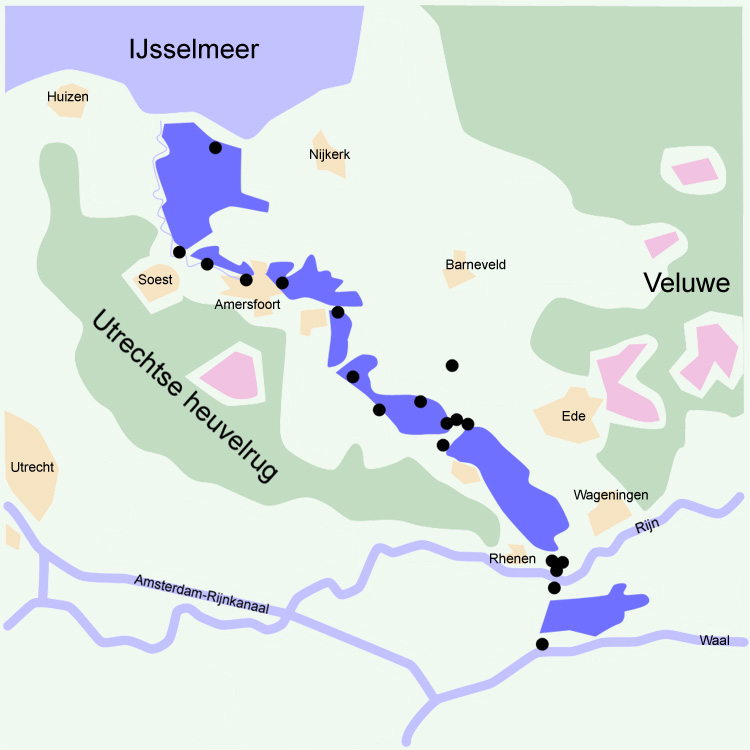
Umgebungskarte der Grebbelinie

Die Schlacht am Grebbeberg (Niederländisch Slag om de Grebbeberg) war ein größeres Gefecht während des Westfeldzuges entlang der Grebbe-Linie im Zweiten Weltkrieg.

## Schauplatz
Der nördliche Teil des Grebbebergs bildet der Laarsenberg, der Süden wird das Gelände von Niederrhein und Valleikanaal begrenzt, im Westen von der Stadt Rhenen und im Osten die Überschwemmungsfläche bis Wageningen. Der 52 Meter hohe Grebbeberg war der östlichste Punkt der niederländischen Verteidigung an der Grebbe-Linie zwischen den Städten Rhenen und Wageningen an der Grenze der Provinzen Utrecht und Gelderland. Der Grebbeberg liegt am Ouwehands Dierenpark und war aufgrund seiner Lage über dem Nederrijn von strategischer Bedeutung. Bereits im Jahr 2000 v. Chr. wurden am Grebbeberg Befestigungsanlagen erbaut. Der Grebbeberg ist mit Eichen bestanden und besitzt teilweise sehr steile Kanten und Klippen. Zu den Besonderheiten gehören Erosion und auf der Südseite ein besonders warmes Mikroklima. So bietet der Grebbeberg einer sehr speziellen Flora Lebensraum. Die Gefallenen, Deutsche wie Niederländer, wurden nach der Schlacht am Grebbeberg beerdigt. Nach dem Krieg wurden die deutschen Opfer nach Ysselsteyn umgebettet.

## Vorgeschichte
Wasserwege wie die Maas und die IJssel bildeten die geographischen Hindernisse der „Festung Holland“. Die Grebbe-Linie bildete davon den östlichen Teil. Die Grebbe-Linie wurde bereits 1745 erbaut und war zum ersten Mal im Jahre 1794 gegen die Franzosen im Einsatz. Ende der 1930er Jahre wurde eine Reihe von Bunkern und Kasematten in der Gegend südlich des IJsselmeer und nördlich des Rheins errichtet. Es gab große Mängel in der Konstruktion der Bunker, welche schwierig gegen Angriff von den Flanken und von hinten zu verteidigen waren. Die Bewaffnung der Bunker war überholt. Vieles entstammte noch aus der Zeit des Ersten Weltkriegs. Aus Rücksicht auf die Zivilbevölkerung wurden Gebäude und Bäume aus der Schusslinie nicht entfernt. Für den Angreifer war somit viel Deckung vorhanden. Das Grabensystem folgte dem Muster aus dem Ersten Weltkrieg.
Die Verteidigungslinie bestand aus einer Reihe von Außenposten (Voorpostenlijn), einer Frontlinie (Frontlijn), einer Stoplinie (Stoplijn) und eine Schlusslinie (Ruglijn). Deutsche Spione erkannten, dass der Grebbeberg, aufgrund des Fehlens von Überflutungsflächen, der schwächste Punkt in der Grebbelinie sein musste.

## Der Angriff
Der Kampf begann am 10. Mai 1940 um 03:55 Uhrzeit durch die deutsche Heeresgruppe B. Der Widerstand an der IJssel und bei Westervoort war stärker als erwartet. Die 207. Infanterie-Division unter Generalleutnant Carl von Tiedemann und das SS-Regiment „Der Führer“ unter SS-Standartenführer Georg Keppler, beide der 18. Armee unterstellt, erhielten den Befehl, den Grebbeberg zu nehmen.

### 11. Mai 1940
Am 11. Mai 1940 begann der Sturm auf die niederländischen Außenposten, die einen drei Kilometer breiten Abschnitt vor dem Grebbeberg abdeckten. Verteidigt wurden die Außenposten durch das 8. Infanterie-Regiment (III-8 RI)/4. Infanterie-Division. Die Außenposten waren durch Sandsäcke und hölzerne Hindernisse nur improvisiert und unzureichend gesichert. Der Wirkungsradius des Abwehrfeuers war so angelegt, dass es sich nicht überlappte. Der deutsche Angriff begann mit einem Artillerieschlag auf die Linie der Außenposten, welcher die niederländische Kommunikation lahmlegte. Aufgrund der Mängel in der niederländischen Verteidigung konnten zwei Bataillone Stoßtrupps des SS-Regiments „Der Führer“ die Abwehr dadurch neutralisieren, dass eine Gruppe Deckungsfeuer schoss, während die andere nach Schwachstellen für einen Flankenangriff suchte.
Im Nordsektor, im Bereich einer Überschwemmungsfläche, begann der Angriff gegen das niederländische 19. Infanterie-Regiment (19 RI) in der Frontlinie bei Kruiponder, einem Gehöft unweit des Valleikanaals, westlich von Wageningen. Der Angriff wurde mit Unterstützung der niederländischen Artillerie zurückgewiesen. Die niederländische Linie war bereits vom SS-Regiment umgangen. Um 18 Uhr kapitulierten die Niederländer in der letzten Stellung der Außenpostenlinie.
In den Abendstunden versuchen deutsche Panzerwagen den Berg zu stürmen, werden jedoch mit 47-mm-Pak-Geschützen zurückgetrieben. Der Artillerie-Sergeant Chris Meijer wurde hingerichtet, da ihm angelastet wurde, seinen Posten verlassen zu haben. Gegen 21 Uhr wollte das II. Bataillon des 19 RI zum Gegenangriff gegen die besetzten Außenposten übergehen, wo sie 3.000 SS-Grenadieren begegnen würden. Auf niederländischer Seite vermutete man nur einige hunderte von deutschen Soldaten. Der Gegenangriff wurde nicht ausgeführt. Die niederländische Artillerieunterstützung vereitelte ihrerseits einen deutschen Nachtangriff. Die Deutschen vermuteten, dass der deutsche Angriff schon während des Aufbaus von den niederländischen Artilleriebeobachtern erkannt wurde. Das war aber nicht der Fall.

### 12. Mai 1940
Am Pfingstsonntag, dem 12. Mai 1940, konzentrierte sich der Schwerpunkt des deutschen Angriffs auf den östlichen Abhang des Grebbebergs. Der Hügel wurde von vier Kompanien der II-8 RI und I-8 RI verteidigt. Verstärkt wurden diese Einheiten durch eine Maschinengewehr-Kompanie und eine Panzerjäger-Einheit, welche die umliegenden Kasematten bezogen hatte. Die niederländische Verteidigung war besser organisiert als am Vortage, und die Deutschen fanden keinen toten Winkel, um dort einzudringen. Das deutsche Artilleriefeuer war nicht in der Lage, die niederländischen Bunker zu zerstören, doch es demoralisierte die niederländischen Soldaten, die hauptsächlich aus Wehrpflichtigen bestanden. Um die Mittagsstunden fiel das Fort Hoornwerk, danach wurde der bewaldete Hang des Grebbebergs gestürmt. Die niederländischen Verteidiger hatten nicht genügend Kräfte für einen Gegenangriff. Gegen 13 Uhr kam es zur ersten Begegnung zwischen den Gegnern. Die niederländische Abwehr brach unter der überlegenen deutschen Feuerkraft zusammen. Major Johan Henri Azon Jacometti vom II-19 RI fiel dabei. Weil das SS-Regiment auf engem Raum konzentriert war, wurde es verwundbar für niederländische Artillerie und Granatwerfer.
Am späten Nachmittag „säuberten“  die SS-Grenadiere vom III. Bataillon/SS-Regiment „Der Führer“ unter SS-Obersturmbannführer Hilmar Wäckerle einen Teil des Bereichs zwischen Stoplinie und Frontlinie von Feindwiderstand. Wäckerle sah es als eine Frage der persönlichen Ehre an, den Grebbeberg um jeden Preis zu nehmen. Wäckerle befahl zwei Stoßkeile gegen die Stoplinie an der Straße Rhenen-Wageningen und den anderen südlich in der Nähe des Rheins. Wäckerle erreichte die Eisenbahnlinie Rhenen-Veenendaal. Durch den schnellen Vorstoß des III. Bataillons konnten nachrückende Einheiten nicht folgen.
Die niederländische Abwehr, v. a. II-19 RI konnte sich wieder stabilisieren. Verstärkung durch das 46. Infanterie-Regiment (I-46 RI) erreichte die Grebbe-Linie. Die ersten Truppen, die auf dem Schlachtschauplatz erschienen, waren das 3. und 4. Husaren-Regiment. Der einzige Weg nach Rhenen verlief unterhalb des Viaduktes, welches von Truppen der Koninklijke Marechaussee angeführt von Hauptmann G.J.W. Gelderman. Geldermann eröffnete das Feuer und traf dabei sowohl den Gegner als auch eigene Soldaten. Einer SS-Kompanie gelang es, sich in einer Fabrik zwischen Eisenbahnlinie und Rhein festzusetzen.
Die Verstärkungen wurden vom Kommandeur der Feldarmee, Baron van Voorst tot Voorst, entsandt. Ihm standen verhältnismäßig geringe Kräfte zur Verfügung, da viele Reserven bei der Abwehr der Luftlandungen in Dordrecht, Rotterdam und die Flugplätze rund Den Haag gebunden waren.
Vorgesehen waren das II-11 RI, I-20 RI sowie fünf weitere Bataillone, um die Stoplinie zu einer neuen Abwehrlinie neu zu organisieren. Drei Bataillone sollten den Grebbeberg, die Stoplinie und die endgültige Linie stabilisieren, während nördlich vom Grebbeberg vom Dorf Achterberg mit vier Bataillonen ein Flankenangriff geführt werden sollte.

### 13. Mai 1940
Am Morgen des 13. Mai 1940 hatte Generalleutnant von Tiedemann den Kontakt zum III. SS-Bataillon Wäckerle verloren. Von Tiedemann beschloss, angesichts der verwirrenden Lage auf dem Grebbeberg, eine zweite Angriffsachse zu eröffnen. Zu diesem Zweck wurde die 207. ID nicht im nördlichen Sektor, sondern gegen den Grebbeberg selbst eingesetzt. Die Angriffe beider Seiten wurden von indirektem Feuer unterstützt. Die Niederländer forderten Luftunterstützung der British Royal Air Force an. Dieser konnte jedoch nicht erfolgen, da alle Kräfte in der Schlacht um Frankreich gebunden waren. Nur die Koninklijke Luchtmacht (die niederländische Luftwaffe) konnte vier Fokker C.X leichte Doppeldecker entbehren, die insgesamt 30 Bomben auf deutsche Artilleriestellungen vor dem Grebbeberg abwarfen.
Der niederländische Gegenangriff in der Nähe von Achterberg verzögerte sich um vier Stunden und begann um 8 Uhr. I-29RI, III-29RI, II-24RI und I-20RI gingen in den Kampf, waren jedoch schlecht vorbereitet, schlecht ausgerüstet und vom langen Marsch erschöpft. Die deutschen Verbände hatten mittlerweile auf breiter Front die Stoplinie erreicht. Artilleriefeuer und irrtümlicher Beschuss durch eigene MGs führten zu hohen Verlusten bei den Niederländern. Gegen 14 Uhr griffen 27 Junkers Ju 87-Sturzkampfbomber an und richteten große Verwirrung unter den niederländischen Truppen an. Die niederländischen Truppen wurden danach von einer „Rette sich wer kann“-Mentalität erfasst. Damit brach die Verteidigungslinie der 4. Division am Grebbeberg zusammen.

### Durchbruch an der Stoplinie
Erneut sollten Entsatztruppen in das Kampfgeschehen eingreifen. Die Kommunikation zwischen den niederländischen Truppen war durch den Stoßkeil des Bataillons Wäckerle unterbrochen. Am Vortage wurden Schützengräben an der Straße Rhenen – Wageningen bereits aufgegeben. Es erwies sich als fatale Entscheidung, keine Waldflächen in der Nähe der Stoplinie abgeholzt zu haben. Dies wurde nun zum Nachteil der Verteidiger, die nicht in der Lage waren, um die deutschen Truppen durch die Abdeckung unten zu halten, wozu die Bäume vorgesehen waren. Mit der Stoplinie war die gesamte Grebbelinie in Gefahr, da es keine tieferen Verteidigungsanlagen mehr gab, welche den deutschen Angriff noch hätten aufhalten können.
Nach einem deutschen Einbruch kam es zu einer vorübergehenden Panik bei den wenig fronterfahrenen Einheiten. Ein zweiter Artillerieschlag führte zur Stabilisierung, und gegen die Mittagsstunden war die Stoplinie außer Gefecht gesetzt. Der Befehlshaber des I-8RI, Major Willem Pieter Landzaat, gab Durchhalteparolen wie „steht fest hinter den Trümmern“ und „Widerstand leisten bis zur letzten Patrone“ durch. Landzaat fiel im Kampf. Die in Rhenen verbliebenen niederländischen Truppen waren zu schwach und zu stark demoralisiert, um einen weiteren Angriff zu führen. Im Laufe des Tages verließen weitere niederländische Verbände das Schlachtfeld, um sich in Richtung Westen zurückzuziehen.
Währenddessen hatte eine SS-Kompanie die Nacht in der verlassenen Fabrik verbracht. Sie unternahmen zwei Versuche, die letzte Linie des Gegners zu durchbrechen. Wäckerle verletzte dabei zweimal geltendes Kriegsrecht: einerseits, weil er niederländische Kriegsgefangene als menschliche Schutzschilde missbrauchte, und andererseits, weil er einen Angriff unter der Verwendung von Feinduniformen durchführen ließ. Die so maskierten SS-Männer wurden jedoch an ihren Stiefeln erkannt.
Die Marechaussee-Einheit hatte den Befehl, eigene Soldaten hinrichten zu lassen, die sich nach Westen absetzen wollten. Das Viadukt wurde von zurückweichenden Kräften zerstört. Wäckerle selbst wurde im Laufe der Kampfhandlungen schwer verwundet. Luftangriffe auf die Brigade B nördlich des Grebbeberges führte zu nur geringen physischen Schäden, aber zu einer starken Demoralisierung.

### Das Ende
Der Fall des Grebbeberges war von entscheidender Bedeutung im Feldzug gegen die Niederlande. Dadurch brach die gesamte Grebbelinie zusammen, und als Folge mussten sich vier niederländische Divisionen zurückziehen. Deutsche Truppen stellten erst am 14. Mai 1940 fest, dass die Linie verlassen war.

„Das SS-Regiment “Der Führer” stand an der Grebbelinie zwei niederländischen Divisionen (sic) gegenüber, die zum großen Teil aus bester niederländischer Kolonialtruppe (sic) zusammengesetzt waren. Der Niederländer hat sich tapfer und zäh verteidigt und bis auf Einzelfälle anständig gekämpft. Unfair war es zum Beispiel, daß mehrfach die weiße Fahne auf Bunkern gehißt wurde und unsere Stoßtrupps als dann aus vorbereiteten Stellungen unter Feuer genommen wurden. Die Verluste des Niederländers müssen groß gewesen sein. An Gefangenen hat das Regiment rund fünftausend eingebracht. Das Verhalten aller Offiziere, Unterführer und Männer im Kampf war über jedes Lob erhaben. Rücksichtsloses Draufgehen und unbeirrbare Kaltblütigkeit auch in schwierigsten Lagen zeichnete sie bei jeder Gelegenheit in besonderem Maße aus. Nur dadurch konnte der große Erfolg in Holland errungen werden. […] Die Verluste des Regiments bei den Kämpfen in Holland betrugen 118 Gefallene (davon sieben Offiziere), 231 Verwundete (davon 10 Offiziere) und 15 Vermißte.“

## Verluste
Vor allem die niederländischen Verluste von 18 Offizieren und 399 Unteroffizieren und Mannschaften in der dreitägigen Schlacht waren schwerwiegend. Die deutschen Verluste waren geringer. Augenzeugenberichte stimmen nicht mit den gemeldeten Gefallenenlisten überein. Offiziell wurden 238 Soldaten gemeldet, Schätzungen bewegen sich jedoch zwischen 250 und 300 Gefallenen.

## Folgen
Die Ostfront der „Festung Holland“ wurde nicht mehr angegriffen, da die Niederlande nach dem schweren Bombenangriff auf Rotterdam am Abend des 14. Mai 1940 bis auf die Provinz Zeeland kapitulierten.

## Gedenken
Heute befinden sich in Rhenen ein Kriegsmuseum und ein Gräberfeld, welches an die Schlacht am Grebbeberg erinnern soll.